# Катая
Катая[джерело?] (Cathaya argyrophylla, кит.: 银杉 (yin shan)) — монотипний рід хвойних рослин родини соснових.

## Поширення, екологія
Країни проживання: Китай (Гуансі, Гуйчжоу, Хунань, Сичуань). Росте на висоті від (900)1200 м і 1900 м над рівнем моря. Ґрунти є поширені червоні і жовті. Клімат вологий, від тепло-помірного до субтропічного. Єдиний вид роду С. argyrophylla — рідкісне хвойне дерево, яке живе у вічнозелених твердолистих широколистих лісах.

## Морфологія
Однодомне вічнозелене дерево до 20 м заввишки і 40 см діаметра з стовпчастим, прямим стовбуром. Кора на дорослих деревах темно-сіра, нерегулярного лущення. Пагони жовто-коричневі спочатку й щільно запушені сіро-жовтим, старі пагони темно-жовті й голі. Зимові бруньки світло-жовто-коричневого кольору, яйцеподібні або яйцеподібно-конічні. Листки темно-зелені, розміром 4–6 см × 2,5–3 мм. Насіннєві шишки зелені, дозрівши, темно-коричневі, яйцеподібні або еліпсоїдні, розміром 3–5 × 1,5–3 см. Насіння темно-зелене поцятковане світло-зеленим, злегка притиснуте, косо яйцеподібне, розміром 5–6 × 3–4 мм з мембранною жовто-коричневих крил, які косо яйцеподібні або еліптично-яйцеподібні, розміром 1–1.5 см × 4–6 мм. 2n = 24.

## Використання
Цей вид культивується у кількох лісових інститутах і ботанічних садах у Китаї; за межами Китаю він, як і раніше, дуже рідкісний в колекціях. Вид тільки недавно був звільнений від офіційного ембарго. Хоча вид тепер доступний в торгівлі в Європі і США, він, ймовірно, залишиться деревом тільки для колекційних садів, так як він не має видатних заслуг садівництва.

## Загрози та охорона
Після його відкриття у 1950-х роках, протягом багатьох років цей монотиповий рід вважався вкрай рідкісним. Як правило, росте на важкодоступних схилах і гірських хребтах і не вважається цінним ресурсом деревини через невеликі або середні розмірів. Популяції добре захищені, але є побоювання, що вони будуть замінені на більш швидкорослі листяні порід, якщо регенерація буде бідною. Вид нині вирощують в Китаї і поступово стає доступним у деяких ботанічних садах на Заході, наприклад, Королівському ботанічному саду Единбургу. Кілька локацій знаходяться в межах заповідників.